# Anatolie Topală
Anatolie Topală (n. 27 octombrie 1970, Sadova, raionul Călărași, RSS Moldovenească, URSS) este un matematician și politician moldovean care în august 2021 a preluat funcția de ministru al Educației și Cercetării al Republicii Moldova în Guvernul Gavrilița, ulterior ocupând aceeași funcție în Guvernul Dorin Recean. El a demisionat din funcția de ministru al Educației și Cercetării la data de 14 iulie 2023. 